# 沃波爾 (麻薩諸塞州)
沃波爾（英語：Walpole）是一個位於美國麻薩諸塞州諾福克縣的鎮。

## 人口
根據2020年美國人口普查的數據，沃波爾的面積為54.40平方千米，當中陸地面積為53.20平方千米，而水域面積為1.20平方千米。當地共有人口26383人，而人口密度為每平方千米485人。